# 19. etape af Tour de France 2008
Nittende etape af Tour de France 2008 blev kørt fredag d. 25. juli og var en 165,5 km lang etape som gik fra Roanne til Montluçon.
- Etape: 19
- Dato: 25. juli
- Længde: 165,5 km
- Danske resultater:

59. Nicki Sørensen + 1.13
- Gennemsnitshastighed: 45,5 km/t

## Sprint og bjergpasseringer

### 1. sprint (Chantelle)
Efter 102,5 km
| Vinder | Sylvain Chavanel | 6p |
| 2.     | Jérémy Roy       | 4p |
| 3.     | Erik Zabel       | 2p |

### 2. sprint (Commentry)
Efter 143,5 km
| Vinder | Jérémy Roy       | 6p |
| 2.     | Sylvain Chavanel | 4p |
| 3.     | Giampaolo Cheula | 2p |

### 1. bjerg (La Croix-du-Sud)
3. kategori stigning efter 17,5 km
| Plads | Navn              | Point |
| ----- | ----------------- | ----- |
| 1.    | Stefan Schumacher | 4     |
| 2.    | Pierrick Fédrigo  | 3     |
| 3.    | Alessandro Ballan | 2     |
| 4.    | Egoi Martínez     | 1     |

### 2. bjerg (Côte de la Croix-Rouge)
4. kategori stigning efter 42 km
| Plads | Navn              | Point |
| ----- | ----------------- | ----- |
| 1.    | Stefan Schumacher | 3     |
| 2.    | Pierrick Fédrigo  | 2     |
| 3.    | Alessandro Ballan | 1     |

## Udgåede ryttere
- 71 Damiano Cunego fra Lampre startede ikke
- 3 Christophe Brandt fra Silence-Lotto udgik
- 119 Fabian Wegmann fra Team Gerolsteiner kom ikke i mål indenfor tidsgrænsen
- 124 Romain Feillu fra Agritubel kom ikke i mål indenfor tidsgrænsen
- 132 Juan Antonio Flecha fra Rabobank kom ikke i mål infenfor tidsgrænsen

## Resultatliste
|    | Navn              | Land        | Hold               | Tid     |
| -- | ----------------- | ----------- | ------------------ | ------- |
| 1  | Sylvain Chavanel  | Frankrig    | Cofidis            | 3:37.09 |
| 2  | Jérémy Roy        | Frankrig    | Française des Jeux | + 0.00  |
| 3  | Gerald Ciolek     | Tyskland    | Cofidis            | + 1.13  |
| 4  | Erik Zabel        | Tyskland    | Team Milram        | + 1.13  |
| 5  | Heinrich Haussler | Tyskland    | Team Gerolsteiner  | + 1.13  |
| 6  | Leonardo Duque    | Colombia    | Cofidis            | + 1.13  |
| 7  | Filippo Pozzato   | Italien     | Liquigas           | + 1.13  |
| 8  | Thor Hushovd      | Norge       | Crédit Agricole    | + 1.13  |
| 9  | Robert Förster    | Tyskland    | Team Gerolsteiner  | + 1.13  |
| 10 | Julian Dean       | New Zealand | Team Garmin        | + 1.13  |

## Eksternt link
- (Webside ikke længere tilgængelig) på Letour.fr Arkiveret 28. februar 2011 hos  Wayback Machine (fransk) (engelsk) (tysk) (spansk)